# Centre hospitalier régional d'Aboisso
Le Centre hospitalier régional d'Aboisso, inauguré le 21 octobre 2021 par le premier ministre Patrick Achi. C'est un centre de santé régional à Aboisso dans la région du Sud-comoé. Le centre est Bâti sur 10 ha avec une capacité d'accueil de 198 lits, dont 150 lits d'hospitalisation.

## Historique
La pose de la première pierre de la construction du centre hospitalier régional d'Aboisso est effectué par Amadou Gon Coulibaly le 27 mai 2019, et inauguré le 21 octobre 201 par Patrick Achi.
Le nouveau centre hospitalier région d'Aboisso est dans la ville d'Aboisso qui est chef-lieu de la région du Sud-comoé. Les travaux de construction de l'infrastruture hospitalière lancée en mai 2019 est bâtie sur une superficie de 10 ha,.
Pour le bien-être de sa population, le gouvernement ivoirien entreprend un vaste programme sanitaire national permettant la construction de 20 hôpitaux régionaux et la réhabilitation de 22 autres sur l’ensemble du territoire. C'est dans le cadre de ce projet sanitaire que la ville d'Aboisso bénéficie de son centre de santé le plus important de la région.
Le coût de la construction du centre hospitalier régional d'Aboisso s'élève à 30 millards de francs CFA.

## Description
L'établissement sanitaire de la ville d'Aboisso est équipé de 21 bâtiments et dispose d'une technologie de pointe et des outils sophistiqués pour le diagnostic de plusieurs maladies.
Le centre hospitalier régional d'Aboisso dispose des services comme la pédiatrie (3 blocs opératoires), ORL, la dermatologie, la réanimation, un bloc opératoire, la gynécologie, une salle d’imagerie médicale, ect...